# Rue de Savy
La rue de Savy est une rue du quartier des pentes de la Croix-Rousse dans le 1er arrondissement de Lyon, en France.

## Situation et accès
La rue est coupée en deux par la place Sathonay. La rue commence rue Pierre-Poivre avec une circulation qui se fait dans le sens de la numérotation avec un stationnement d'un côté et un stationnement cyclable. Il y a ensuite la place Sathonay, puis la rue continue en sens interdit. Près de la mairie du 1er arrondissement, il y a un stationnement cyclable puis un stationnement d'un seul côté. La rue se termine place Fernand-Rey.

## Origine du nom
Fleuri Zacharie Simon Palerne de Savy (1733-1798) est membre de l'académie de Lyon et le premier maire de Lyon en 1790.

## Histoire
La rue est ouverte vers 1835. Elle reçoit son nom le 28 mai 1824 par décision municipale.